# Zwergseeigel

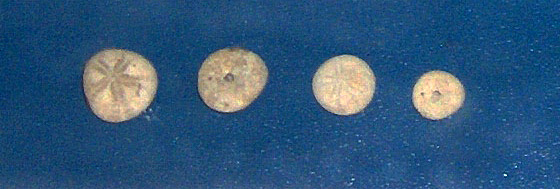
Mehrere Exemplare von Echinocyamus pusillus

Der Zwergseeigel (Echinocyamus pusillus), auch Schildigel genannt, ist eine Art der zu den Seeigeln gehörenden Sanddollars und im nordöstlichen Atlantik verbreitet.

## Merkmale
Die Art misst maximal 10–15 mm im Durchmesser. Die ovale, abgeflachte Schale ist weiß, grau, gelblich, bräunlichweiß oder grünlich gefärbt, mit einem fünfstrahligen Sternenmuster auf der Oberseite. Die Schale ist vollständig mit kurzen, feinen Stacheln bedeckt. Bei Verletzungen verfärben sich die Tiere vollständig hellgrün, auch tote Tiere verfärben sich dementsprechend. Mundöffnung und Anus der Tiere befinden sich an der Körperunterseite.

## Verbreitung
Das Verbreitungsgebiet der Art liegt im nordöstlichen Atlantik, vom Mittelmeer und Schwarzen Meer im Süden bis zum Nordkap im Norden. Die westlichsten Vorkommen liegen an den Küsten der Azoren und vor Island, die nordöstlichsten vor der Halbinsel Kola. Die Art ist auch in der Nordsee weit verbreitet und kommt östlich entlang der dänischen Inseln und der schwedischen Küste bis zum westlichsten Teil der Ostsee vor.

## Lebensraum und Lebensweise
Die Art findet sich ab dem Sublitoral bis in über 200 m Tiefe, in Extremfällen bis zu 1250 m Tiefe, in groben Sandböden und feinen Kiesböden mit geringem Schlammanteil. Dabei können Populationsdichten von maximal 400 Tieren pro Quadratmeter auftreten. Die Tiere leben im Boden dicht unter der Oberfläche und ernähren sich von Detritus, Foraminiferen und Kieselalgen. Die Larven ernähren sich von Plankton. Zu den Feinden des Zwergseeigels gehören unter anderem manche Fischarten.

## Taxonomie
Die Art wurde 1776 von Otto Friedrich Müller unter dem Namen Spatagus pusillus erstbeschrieben. Weitere Synonyme der Art lauten:
- Clypeaster pulvinulus (Pennant, 1812)
- Echinocyamus angulosus Lütken, 1856
- Echinocyamus minimus Girard, 1850
- Echinocyamus minutus (Gmelin, 1791)
- Echinocyamus parthenopaeus Costa, 1868
- Echinocyamus speciosus Costa, 1868
- Echinocyamus tarentinus (Lamarck, 1816)
- Echinus minutus Gmelin, 1791
- Echinus pulvinulus Pennant, 1812
- Echinus pusillus (O.F.Müller, 1776)
- Fibularia equina Aradas, 1850
- Fibularia pusilla (O.F.Müller, 1776)
- Fibularia tarentina Lamarck, 1816